# Hermandad de La Piedad (Cabra)
La Hermandad de la Piedad de Cabra (Córdoba), España, es una corporación religiosa católica que realiza una procesión anual en la mañana del Jueves Santo, en el transcurso de las celebraciones de la Semana Santa.

## Historia
El nombre completo de la agrupación es: Hermandad y Cofradía de María Santísima de la Piedad, Santísimo Cristo del Amor en Su Traslado al Sepulcro y San Juan Evangelista. Fue fundada el 13 de junio de 1981 por un grupo de trabajadores de la antigua fábrica de C.I.A.T.E, siendo su primer Hermano Mayor José Cuevas Ceballos.
En 1989 se añadió al paso una cruz arbórea y en 1992 estrenó el manto bordado a mano en hilo de oro con el que actualmente procesiona.
La Cofradía tiene su sede en la Iglesia de San Juan Bautista del Cerro, aunque realiza sus cultos cuaresmales en el Convento de las RR. MM. Agustinas Recoletas. Realiza su desfile Procesional desde la Parroquia de la Asunción y Ángeles, Templo Mayor de Cabra y desde el que procesionan la mayoría de las Hermandades de Penitencia de la localidad.
En el año 2010 la Hermandad de la Piedad comenzó el proyecto del Nuevo Misterio que representa el Santo Traslado al Sepulcro, obra del imaginero hispalense Fernando Aguado, así como en la hechura del Nuevo Paso de Misterio que portará las benditas imágenes.
El pasado 6 de marzo de 2011, tuvo lugar la Solemne Bendición de las imágenes del Santísimo Cristo del Amor en su Santo Traslado al Sepulcro por José de Arimatea y Nicodemo, así como el estreno en fase de carpintería del Nuevo Paso de Misterio diseñado por el tallista sevillano Francis Verdugo (responsable de la totalidad de la talla del paso) y estrenado en su fase de carpintería realizado por el prestigioso ebanista Francisco Bailac.
Al año siguiente, en la cuaresma de 2012, se presentan los primeros trabajos de talla del Paso de Misterio así como se bendice la primera de las imágenes secundarias del Misterio del Santo Traslado al Sepulcro siendo ésta, la imagen de María Magdalena. En 2013, continúan los trabajos de hechura de las imágenes del Santo Traslado al Sepulcro, siendo bendecida la imagen de María Salomé.
El 30 de marzo de 2014, tuvo lugar la Solemne Bendición de la imagen de San Juan Evangelista, cotitular de la Hermandad, y que acompañará en el paso a la Santísima Virgen de la Piedad, situándose a su izquierda.
En los siguientes años se completó el Paso de Misterio con las imágenes de María de Cleofás y San Longinos.
En este tiempo, la Hermandad ha evolucionado de forma positiva, centrándose no solo en los proyectos para aumentar el patrimonio de la corporación, sino que además destina gran parte de sus ingresos a proyectos de caridad y de ayuda tanto a los hermanos de la Cofradía, como al resto de personas que lo necesitan, colaborando con Cáritas y demás colectivos y asociaciones.
Son Hermanos Mayores Honorarios de la Hermandad Rafael Arévalo Cuesta, José Cuevas Ceballos y Juan Muñoz Mesa.

## Sede
La hermandad tuvo su sede hasta el año 2018 en la Iglesia de San Juan Bautista del Cerro, antiguo templo en el que se conserva un ara visigótica del siglo VII consagrada a Santa María por el obispo Bacauda. La iglesia es de planta rectangular y está dividida en tres naves por un conjunto de columnas de estilo dórico. Se encuentra situada en el barrio de El Cerro.
En mayo de 2018, se convoca Cabildo Extraordinario de Hermanos para realizar el cambio de sede canónica a la iglesia de San Juan de Dios, también en la ciudad de Cabra, quedando aprobado por la mayoría de los asistentes.
A su vez, el 3 de diciembre de 2023, se convoca nuevamente Cabildo Extraordinario de Hermanos para realizar un cambio de sede canónica. En este caso se elige la Parroquia de Santo Domingo de Guzmán, que servirá también como templo de salida en la Estación de Penitencia cada Jueves Santo. El Solemne Traslado de los Sagrados Titulares se produjo el 27 de enero de 2024, acompañados de numerosos hermanos y devotos.

## Imágenes
La Virgen de la Piedad es de autor desconocido, pertenece a la escuela granadina de finales del siglo XVII, posiblemente al círculo de José de Mora. Ha sido restaurada en dos ocasiones, la última de ellas en el año 2009 por el artista egabrense Santiago Molina Ruiz.
El Santísimo Cristo del Amor en su Santo Traslado al Sepulcro, José de Arimatea, Nicodemo, María Magdalena, María Salomé, San Juan Evangelista, María Cleofás y Longinos son obra de Fernando Aguado, (2011 en adelante).

## Estación de Penitencia

### Paso de Misterio
El Paso de Misterio de la Hermandad de la Piedad, representa el Santo Traslado al Sepulcro de la Imagen del Santísimo Cristo del Amor, portado por José de Arimatea y Nicodemo, mientras que las Santas Mujeres María Magdalena y María Salomé, recogen los atributos de la Pasión y el propio cuerpo del Cristo del Amor.
En el centro de la escena se sitúa María Santísima de la Piedad, que contempla desolada la imagen de su hijo yacente. El discípulo amado San Juan Evangelista, se sitúa a la izquierda de Nuestra Madre consolándola y apoyándola en tan doloroso trance, quien a su vez, cruza su mirada con José de Arimatea que le indica la premura con la que han de emprender la marcha hacia el sepulcro de su propiedad ya que la noche estaba cerca, y entonces no podría ser enterrado ningún cuerpo, según marcan las tradiciones judías.
En la parte trasera del paso, encontramos a María Cleofás quien con su mirada, se apiada del soldado Longinos que permanece arrepentido en la parte opuesta de la escena principal, solo y abatido, reflexionando sobre lo que acababa de ocurrir.

### Nazarenos
La túnica y el capirote es de color azul marino, con el escudo de la Hermandad bordado en oro en el capirote o antifaz del hábito. El hábito o túnica, se recoge en la cintura con un Cíngulo dorado. Los hermanos infantiles llevan capitán con galón y escudo de la cofradía en oro.

### Insignias
La Hermandad y Cofradía de María Santísima de la Piedad, Santísimo Cristo del Amor en su Santo Traslado al Sepulcro y San Juan Evangelista, posee varias insignias distintivas de la Corporación como lo son:
- Cruz de Guía y faroles en orfebrería y talla.

- Estandarte de picos bordado en oro y sedas con óleo de la Virgen.

- Báculos en orfebrería y talla.

- Libro de Reglas en orfebrería y pintura.
- Ciriales en orfebrería.
- Dalmáticas Azul Marino Bordadas.
- Banderín Infantil bordado en aplicación, con vara en orfebrería y talla.

### Horarios e itinerario
- 12:45 Desfile

- 13:00 Salida

- 13:10 Antonio Povedano

- 13:20 Santa Ana

- 13:40 La Cruz

- 14:00 Arquilla

- 14:10 Redondo Marques

- 14:20 Barahona de Soto

- 14:35 Martín Belda

- 14:50 Cervantes

- 15:00 Entrada Cruz Guía C.O.

- 15:10 Entrada Paso C.O.

- 15:45 Salida Paso C.O.

- 15:55 Barahona de Soto

- 16:10 Juan Valera

- 16:30 Priego

- 16:45 Entrada